# Jean-Félix de la Ville Baugé
Jean-Félix de La Ville Baugé est un écrivain français né le 25 septembre 1972 à Paris. Auteur de cinq romans, il est notamment lauréat du prix Louis Barthou de l’Académie française en 2024 pour Magnifique. Il a également dirigé des missions humanitaires dans plusieurs zones de conflit pour des ONG comme Solidarités International et Médecins sans frontières, ainsi que le journal Le Courrier de Russie à Moscou entre 2008 et 2017,.

## Biographie
Formé en droit et en économie, Jean-Félix de La Ville Baugé commence sa carrière comme avocat au sein du cabinet Gide Loyrette Nouel, spécialisé en droit pénal, entre 1999 et 2004. En parallèle, il s'engage dans l'action humanitaire dès le début des années 1990. Il effectue en 1993 une mission logistique pour Solidarités International, visant à redistribuer 50 000 livres scolaires au Liban. En 1994, il est envoyé au Rwanda, dans la région de Gikongoro, pour participer à des opérations d’aide alimentaire dans l’après-génocide ,.
De 1998 à 1999, il est chef de mission pour l’association Agir pour le Cambodge, intervenant dans les zones anciennement contrôlées par les Khmers rouges. Il devient ensuite conseiller politique auprès de Son Soubert, vice-président de l’Assemblée nationale du Cambodge. Entre 2004 et 2006, il dirige les opérations de Solidarités International au Darfour (Soudan), puis celles de Médecins sans frontières en Tchétchénie de 2006 à 2008  ,,,,.
En 2008, il prend la direction du Courrier de Russie, média francophone basé à Moscou, qu’il dirige jusqu’en 2017. Il supervise également les Éditions Nouveaux Angles, maison d’édition liée au journal. Depuis 2018, il partage son temps entre l’écriture littéraire, des engagements humanitaires ponctuels, et la gestion d’un domaine viticole ,,,,.

### Vie personnelle
Il est marié à l’artiste Marie de La Ville Baugé avec laquelle il a quatre enfants,.

## Publications
- Entre deux cils (Plon, 2002; Pocket, 2004), un jeune Français s’enfonce dans les camps de réfugiés cambodgiens, prix Trân 2003[7],[5].
- Votre fils (Plon, 2004), le viol d’un jeune garçon de la haute bourgeoisie parisienne dans les années 60 et l’impossibilité de l’entendre [4],[5] .
- Dieu regardait ailleurs (Plon, 2013), la chute d’un grand-duc russe qui participe au meurtre de Raspoutine puis s’exile dans le Paris des années 20, aux États-Unis et en Suisse.
- Seuls nos sourires (L'inventaire, 2018), les derniers jours de Marilyn Monroe dits par elle-même[8],.
- Magnifique (Télémaque, 2023), Magnifique Umuciowari, rescapée du génocide rwandais, écrit à son mari le récit de sa survie et de leur amour, trente ans après les faits, Prix Louis Barthou de littérature générale de l’Académie française [9],[3],[10],[11].